# Anthony Buckeridge
Anthony Malcolm Buckeridge (20 giugno 1912 – 28 giugno 2004) è stato uno scrittore britannico di romanzi per ragazzi.
È conosciuto per la serie di Jennings e di Rex Milligan. Nel 1953 scrisse anche il libro per bambini A Funny Thing Happened, spesso trasmesso alla radio durante il programma Children's Hour.
È stato insignito dell'Ordine dell'Impero Britannico nel 2003.